# Grotte d'Antonnaire
La grotte d'Antonnaire est un site préhistorique du Néolithique, se trouvant au pied des falaises du plateau de Solaure (massif du Diois), sur le territoire de la commune française de Montmaur-en-Diois,  dans le département de la Drôme et la région Rhône-Alpes.

## Géographie
Cette grotte est située en France, dans le département de la Drôme et la région Rhône-Alpes, au cœur du Diois, dans la commune de Montmaur-en-Diois, entre Die et Luc-en-Diois, au cœur du Diois.

## Archéologie
Lors de plusieurs campagnes de fouilles, il a été établi sa fonction de grotte bergerie (élevage de mouton).
La grotte est libre d'accès du 15 juillet au 15 août (source : ONF de la Drôme - juillet 2014). Le reste de l'année, elle est fermée au public en raison de la protection des chauves-souris.